# Jean Dominique Porta
Jean Dominique Porta (en italien, Giovanni Domenico Porta), né en 1722 à San Maurizio d'Opaglio et mort le 10 décembre 1780 à Rome est un peintre italien et portraitiste officiel de la cour pontificale sous les règnes des papes Clément XIII, Clément XIV et Pie VI.

## Biographie
Les parents de Jean Dominique Porta sont cordonniers. 
De 1736  à 1744 il est employé auprès du peintre Antonio Maria Visconti. En 1744 il est autorisé à porter le titre de « peintre ».
Le 17 décembre 1751 il épouse Petronilla Diana Bonnacorsi (née le 28 juin 1728) avec qui il aura sept enfants (cinq filles et deux fils). Le 10 décembre 1780 il meurt d'une attaque d'apoplexie.
La plus ancienne œuvre connue de Jean Dominique Porta date de 1752 et est un dessin pour une gravure
Il est lié à deux familles nobles de Rome : les Visconti et les Campanas.

## Galerie

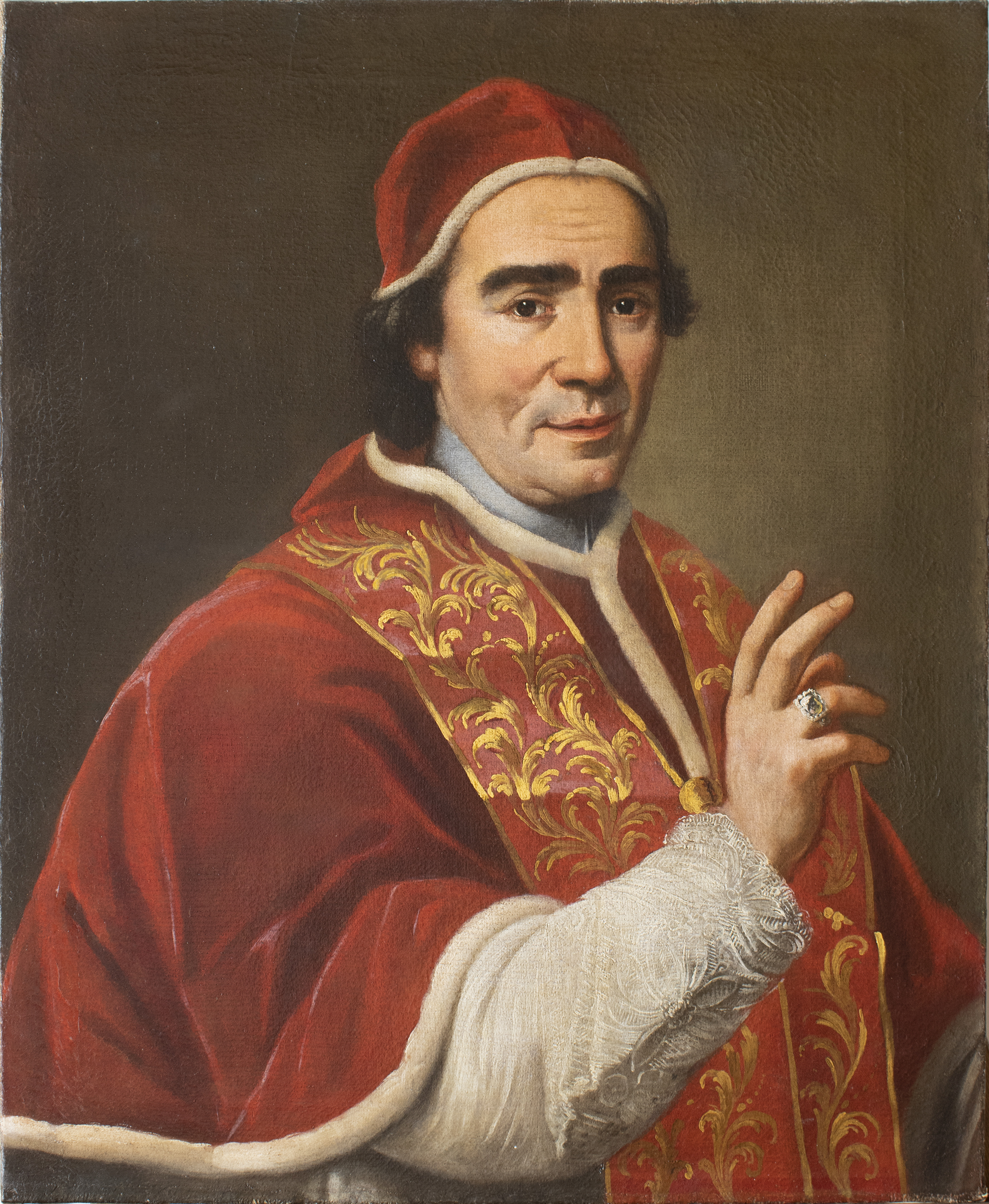
Portrait du pape Clément XIV par Jean Dominique Porta.
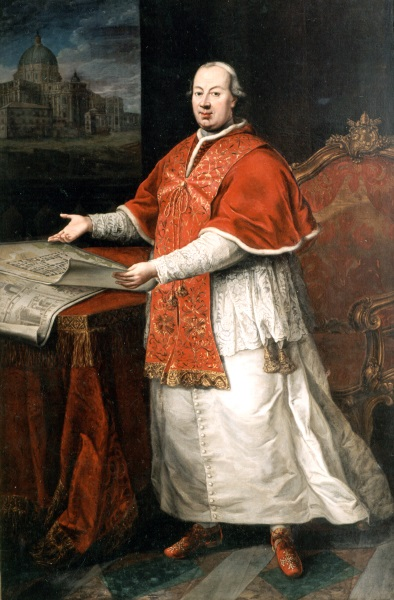
Portrait du pape Pie VI par Jean Dominique Porta.
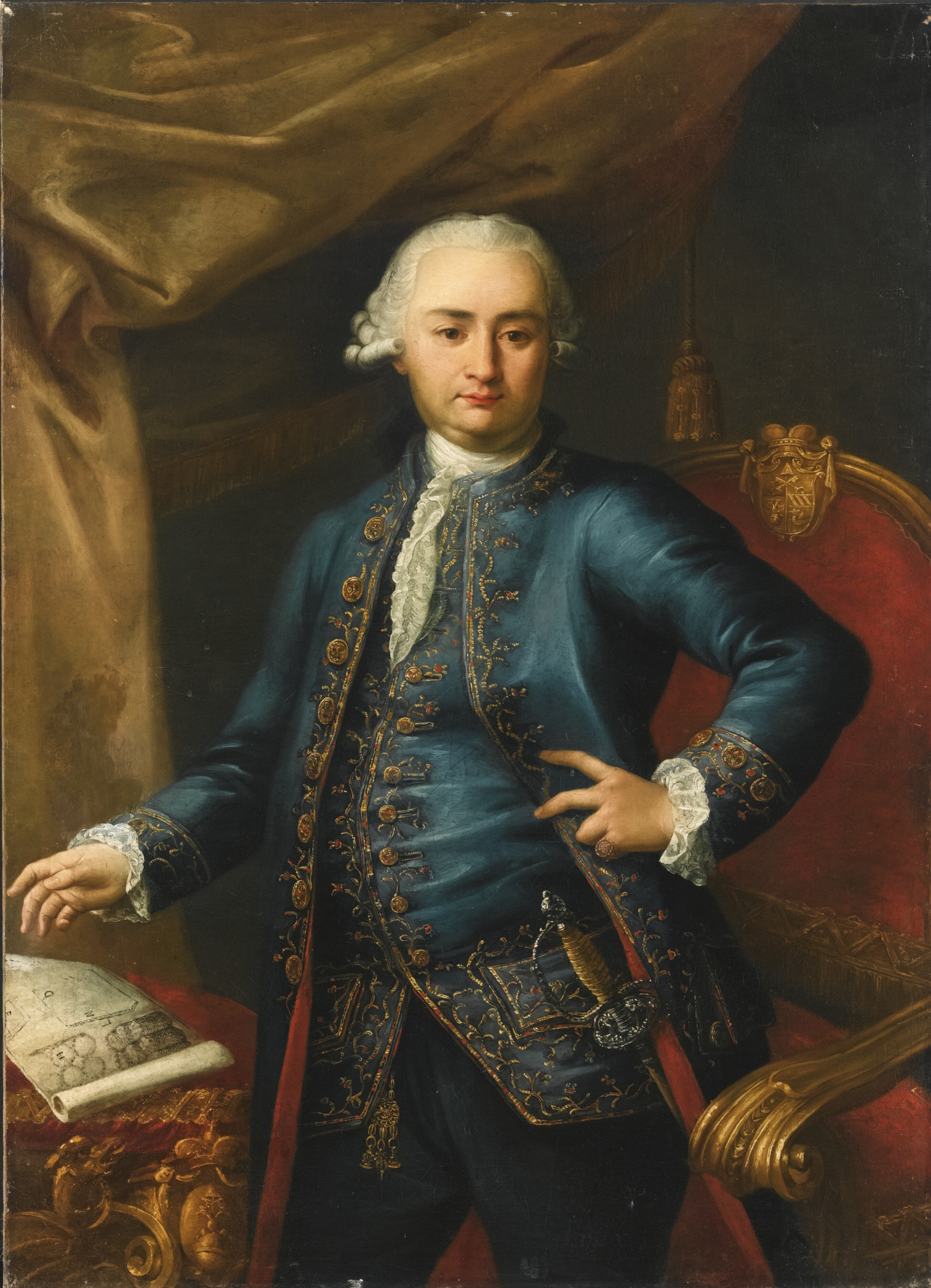
Portrait de (Marco Boncompagni Ludovisi Ottoboni (it)), duc de Fiano Romano, par Jean Dominique Porta.